# 1194
Високе Середньовіччя •  Золота доба ісламу •  Реконкіста •  Хрестові походи •  Київська Русь

## Геополітична ситуація
Ісаак II Ангел очолоє Візантію (до 1195). Генріх VI є імператором Священної Римської імперії (до 1197). Філіп II Август править у Франції (до 1223).
Апеннінський півострів розділений: північ належить Священній Римській імперії, середню частину займає Папська область, більша частина півдня належить Сицилійському королівству. Деякі міста півночі: Венеція, Піза, Генуя тощо, мають статус міст-республік, частина з яких об'єднана Ломбардською лігою.
Південь Піренейського півострова в руках у маврів. Північну частину півострова займають християнські Кастилія, Леон (Астурія, Галісія), Наварра, Арагонське королівство (Арагон, Барселона) та Португалія. Річард Левове Серце є королем Англії (до 1199), королем Данії — Кнуд VI (до 1202).
У Києві почав княжити Рюрик Ростиславич (до 1201). Володимир Ярославич займає галицький престол (до 1198). Ярослав Всеволодович княжить у Чернігові (до 1198), Всеволод Велике Гніздо у Володимирі-на-Клязмі (до 1212). Новгородська республіка та Володимиро-Суздальське князівство фактично відокремилися від Русі. У Польщі період роздробленості. На чолі королівства Угорщина стоїть Бела III (до 1196).
В Єгипті, Сирії та Палестині править династія Аюбідів, невеликі території на Близькому Сході утримують хрестоносці.
У Магрибі панують Альмохади. Сельджуки окупували Малу Азію. Хорезм став наймогутнішою державою Середньої Азії. Гуриди контролюють Афганістан та Північну Індію. У Китаї співіснують держава ханців, де править династія Сун, держава чжурчженів, де править династія Цзінь, та держава тангутів Західна Ся. На півдні Індії домінує Чола. В Японії триває період Камакура.

## Події
- Після смерті Святослава Всеволодовича київський престол перейшов до Рюрика Ростиславича.
- Англійського короля Річарда Левове Серце випустили з полону за викуп. Повернувшись до Англії, він взяв в облогу Ноттінгем, де засів його брат Джон. 17 квітня Річарда повторно коронували у Вестмінстері. Потім Річард покинув Англію і відвоював у Філіпа II Августа, захоплені ним землі в Нормандії.
- Імператор Священної Римської імперії Генріх VI захопив Палермо на Сицилії й приєднав Сицилійське королівство до своїх володінь.
- Королем Кіпру став Аморі де Лузіньян.
- Данці напали на землі естів.
- Лешко I Білий став краківським князем.
- Хорезм захопив володіння сельджуків у Хорасані.
- У Китаї імператора Гуан-цзуна змусили зректися трону.
- Річка Хуанхе змінила русло на 700 років.

## Народились
- 26 грудня — Фрідріх II, німецький король (1212-1250), імператор Священної Римської імперії (1220-1250), король Сицилії (1197-1250).